# Circuncentro
O circuncentro é a interseção das mediatrizes dos lados de um triângulo. Este ponto é o centro da circunferência circunscrita ao triângulo, que irá passar pelos seus vértices. Uma propriedade importante do circuncentro é o fato de que ele é equidistante dos seus vértices. Isso pode-se demonstrar facilmente pois a distância será igual ao raio da circunferência.